# Schisn

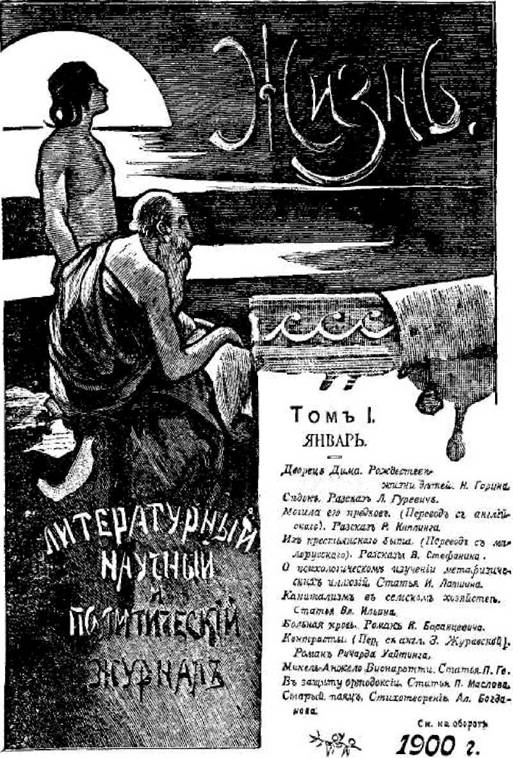
Titelblatt Januar 1900

Schisn (russisch Жизнь, Das Leben) war eine Sankt Petersburger Zeitschrift für Literatur und Politikwissenschaft, die vom Januar 1897 bis Februar 1899 dreimal im Monat und sodann bis Mai 1901 monatlich in russischer Sprache erschien.
Chefredakteur war zunächst Sergei Walerijanowitsch Wojeikow. Ab Ende des Jahres 1898 leitete faktisch der Legale Marxist Wladimir Alexandrowitsch Posse die Zeitschrift.
Im Juni 1901 wurde das Blatt verboten. Einen Monat zuvor war der verantwortliche Redakteur inhaftiert worden. Bis zum Dezember 1902 erschienen einige Ausgaben der Zeitschrift als Organ der russischen Sozialdemokratie in Genf und London.

## Bereich Literatur
Von Tschechow erschien die Erzählung  In der Schlucht (russ. В овраге) und von Gorki unter anderen Foma Gordejew sowie Das Lied vom Sturmvogel. Der Vorabdruck des von Gorki im Januar 1901 vollendeten Romans Drei Menschen konnte des oben genannten Verbots wegen nicht abgeschlossen werden. Weitere Autoren waren Wikenti Weressajew, Jewgeni Nikolajewitsch Tschirikow, Leonid Andrejew, Konstantin Balmont, Alexander Serafimowitsch, Stepan Gawrilowitsch Skitalez, Iwan Bunin, Nikolai Georgijewitsch Garin-Michailowski und Galina Einerling.

## Bereich Politikwissenschaft
Im Bereich Sozialwissenschaft veröffentlichten Peter Struve, Michail Tugan-Baranowski, der Ökonom Pjotr Pawlowitsch Maslow, Karl Kautsky, Émile Vandervelde und Werner Sombart. Lenin erwiderte unter dem Pseudonym W. Iljin (russ. В. Ильин) in dem Beitrag Kapitalismus in der Landwirtschaft auf Publikationen Kautskys und Bulgakows.